# 999e division légère Afrika
La 999. Leichte Afrika Division (connue aussi sous le nom de 999. Afrika Division) était une division disciplinaire d'infanterie motorisée de l'armée allemande (Wehrmacht) pendant la Seconde Guerre mondiale. Elle a combattu principalement en Afrique dans l'Afrika Korps.

## Création
La 999. Leichte Afrika Division est formée en mars 1943 par la mise au niveau d'une division de la Afrika-Brigade 999 (999e brigade africaine), elle-même issue du bataillon disciplinaire 999. Son premier régiment est arrivé à Tunis fin mars. Ses régiments ont combattu comme unités distinctes rattachées à diverses grandes unités.
La 999. Leichte Afrika Division capitule le 13 mai 1943 à l'issue de la campagne de Tunisie.

## Organisation

### Commandants
| Date                            | Grade           | Commandant          |
| ------------------------------- | --------------- | ------------------- |
| 2 février 1943 - 1er avril 1943 | Generalleutnant | Kurt Thomas         |
| 2 avril 1943 - 13 mai 1943      | Generalmajor    | Ernst-Günther Baade |

## Théâtres d'opérations
- France : Février 1943 - Avril 1943
- Afrique du nord : Avril 1943 - Mai 1943

## Ordres de bataille
- Stab
- Divisions-Kartenstelle (mot) 999
- Afrika-Schützen-Regiment (mot) 961
- Afrika-Schützen-Regiment (mot) 962
- Afrika-Schützen-Regiment (mot) 963
- Panzerjäger-Abteilung (mot) 999
- Artillerie-Regiment (mot) 999
- Pionier-Bataillon (mot) 999
- Aufklärungs-Abteilung (mot) 999
- Astronomischer Messtrupp (mot) 999
- Werkstatt-Kompanie (mot) 999
- Werkstatt-Kompanie (mot) 999
- Entgiftungs-Batterie (mot) 999
- Nachschub-Bataillon (mot) 999
- Schlächterei-Kompanie (mot) 999
- Bäckerei-Kompanie (mot) 999
- Divisions-Verpflegungsamt (mot) 999
- Sanitäts-Kompanie (mot) 999
- Krankenkraftwagen-Zug (mot) 999
- Veterinär-Kompanie (mot) 999
- Feldgendarmerie-Trupp (mot) 999
- Feldpostamt (mot) 999